# Oedignatha scrobiculata
Espèce
Synonymes
- Oedignatha decorata Simon, 1897
- Corinna nossibeensis Strand, 1907
- Castianeira bengalensis Biswas, 1984
- Phrurolithus ulopatulisus Barrion & Litsinger, 1995

Oedignatha scrobiculata est une espèce d'araignées aranéomorphes de la famille des Liocranidae.

## Distribution
Cette espèce se rencontre en Indonésie, en Malaisie, en Thaïlande, aux Philippines, à Taïwan et en Inde.
Elle a été introduite en Allemagne, à Madagascar, à La Réunion, aux Seychelles et au Japon dans l'archipel Ogasawara.

## Description
Le mâle décrit par Deeleman-Reinhold en 2001 mesure 5,40 mm et la femelle 5,00 mm.
Le mâle décrit par  en mesure 4,80 mm et la femelle paratype 4,46 mm.

## Systématique et taxinomie
Cette espèce a été décrite par Thorell en 1881.
Oedignatha decorata et Phrurolithus ulopatulisus ont été placées en synonymie par Deeleman-Reinhold en 2001.
Castianeira bengalensis a été placée en synonymie par Sankaran, Caleb et Sebastian en 2019.
Corinna nossibeensis a été placée en synonymie par Mbo et Haddad en 2020.

## Publication originale
- Thorell, 1881 : « Studi sui Ragni Malesi e Papuani. III. Ragni dell'Austro Malesia e del Capo York, conservati nel Museo civico di storia naturale di Genova. » Annali del Museo Civico di Storia Naturale di Genova, vol. 17, p. 1-727 (texte intégral).